# (2644) Victor Jara
(2644) Victor Jara es un asteroide que forma parte del cinturón de asteroides y fue descubierto el 22 de septiembre de 1973 por Nikolái Stepánovich Chernyj desde el Observatorio Astrofísico de Crimea, en Nauchnyi. Al principio, la designación para el astro, fue 1973 SO2. Posteriormente, en 1984, se nombró en honor del cantante y compositor chileno Víctor Jara (1932-1973).
Con respecto a las características orbitales, cabe mencionar que orbita a una distancia media del Sol de 2,17 ua, pudiendo acercarse hasta 1,81 ua y alejarse hasta 2,53 ua. Su excentricidad es 0,1659 y la inclinación orbital 2,683 grados. Emplea 1168 días en completar una órbita alrededor del Sol, y el único dato físico que se conoce es su magnitud absoluta, cual corresponde a la cifra de 13,3.